# Ian Brady
Ian Duncan Stewart (Gorbals, Glasgow, Escocia; 2 de enero de 1938-Maghull, Merseyside, Inglaterra; 15 de mayo de 2017) fue un famoso asesino en serie británico.
Se dio a conocer en el Reino Unido por su participación en una serie de asesinatos ocurridos en Gran Mánchester entre 1963 y 1965. Son conocidos en Inglaterra como Moors Murderers o los "Asesinos del páramo", debido a que gran parte de sus víctimas fueron enterradas en la pradera de Saddleworth, cerca de Oldham, en el condado de Lancashire.

## Biografía
Ian Stewart nació en el hospital materno de Rottenrow (Glasgow), hijo de una camarera soltera llamada Margaret Stewart (más conocida como Peggy), de Gorbals (Escocia), mientras ella diría que el padre fue un periodista fallecido poco antes de su nacimiento. A Peggy se le hizo muy difícil cuidar de su hijo y a los pocos meses se vio obligada a dejarlo al cuidado de Mary y John Sloane, un matrimonio local con cuatro hijos propios. Así fue como, desde muy pequeño, Ian Stewart se convirtió en Ian Sloane. 
Desde pequeño, Ian se comportaba de manera extraña: tenía ataques de ira incontrolables que podían terminar, incluso, con cabezazos en la pared. Peggy le visitaba siempre que podía y llevaba consigo un regalo para su hijo, aunque este desconociera la verdadera identidad de la mujer.  
Los vecinos de los Sloane no aceptaban al niño por su condición social, además de ser famoso en el barrio por no jugar bien al fútbol. Este hecho le convirtió, aún más, en un 'inadaptado social'. 
En su colegio le recuerdan, entre otras cosas, como un chico guapo y un estudiante brillante (incluso aprobó un examen de ingreso en la academia de Shawlands), pero en la academia empezó a decaer en los estudios y empezó a fumar, símbolo de chico rebelde. 
Ian desarrolló una fascinación por la ideología nazi y sus símbolos. Un ejemplo que se recuerda es que le llamaban "el alemán" cuando jugaban a imitar la guerra con sus compañeros. Algunos indican que por aquel entonces ya mostraba sus tendencia sádicas torturando a niñas más pequeñas que él y torturando brutalmente a animales, lo que él negará más tarde.
Siendo adolescente fue arrestado en dos ocasiones por robo, siendo puesto en libertad. El tercero de sus arrestos tuvo como consecuencia mudarse a vivir con su madre fuera de Glasgow. Peggy vivía en Mánchester donde había contraído matrimonio con el irlandés Patrick Brady, un comerciante de frutas. Esto sucedió en 1954, cuando Ian tenía 17 años y aceptó Brady como su nuevo apellido. Su padrastro le buscó trabajo como portero en el mercado. 
Refugiándose en la lectura y la música, Ian leyó al marqués de Sade, así como obras que defendían la intromisión de los fuertes contra los débiles, defendiendo el ataque a ellos. También se interesó por libros sobre el sadomasoquismo, la dominación, la servidumbre y otras parafilias. 
Ian Brady comenzó a trabajar en aquel entonces en una carnicería y algunos dicen que, mientras cortaba carne y huesos de animales, adquirió más interés sobre la mutilación. 
Era alcohólico y ludópata. Ian volvió a ser arrestado varias veces más, siendo condenado a dos años en la prisión de Strangeways.

## Myra Hindley, su pareja
En prisión, Ian estudió contabilidad, con la intención de convertirse en un gran criminal y aprendió, así, formas ilegales de conseguir dinero. 
Entre los meses de abril y octubre de 1958 trabajó en una cervecería llamada Boddingtons. A los 21 años empezó a trabajar como administrativo en Millward's, una empresa de distribución de productos químicos. Dos años más tarde conoció a Myra Hindley, por la cual no sintió ningún tipo de atracción hasta la fiesta de Navidad un año más tarde, cuando iniciaron una relación sentimental. 
Se dice que sus relaciones sexuales fueron muy osadas, incluyendo las prácticas sadomasoquistas. Ian influyó en muchos aspectos en la personalidad de Myra. Por ejemplo, estando juntos fue cuando la joven empezó a odiar a los niños. 
Tiempo después, Ian empezó a planear robos en bancos que nunca llegaron a efectuar, a diferencia de las violaciones y asesinatos para satisfacerse sexualmente que acabaron con la vida de una serie de jóvenes. 

### Crímenes
- Pauline Reade, 16 años: el 12 de julio de 1963, Myra tienta a esta joven a ir a la pradera de Saddleworth para que le ayude a buscar un guante. Ian les seguía en su moto y fue allí donde la violó y la mató. Ella simplemente fue su cómplice.

- John Kilbride, 12 años: el 23 de noviembre de 1963, Myra también engaña a este chico llevándole a la misma pradera. Myra le dijo que le esperaba en una aldea cercana. Allí, en la pradera de Saddleworth, estaba esperando Ian, quien lo violó. Más tarde, enfurecido porque el arma que quería utilizar para matar al chico no funcionaba, lo estranguló y lo enterró. Myra volvió a ser cómplice, pero no mató.

- Keith Bennet, 12 años: 16 de junio de 1964. Esta vez es engañado por ambos, quienes vuelven a llevarlo a la ya famosa pradera. Allí, mientras ella esperaba a que todo terminase, Ian lo viola y lo estrangula. Allí mismo lo enterró.

- Lesley Ann Downey, 10 años: Ian y Myra secuestran a esta niña en un parque de atracciones. Él la fotografió 9 veces desnuda y Myra grabó los gritos que la niña profería por su vida. Después de llevar a cabo su ritual, la enterraron a la mañana siguiente en Saddleworth. Las 9 fotos y la grabación fueron guardadas en una maleta.

- Edward Evans, 17 años: el 6 de octubre de 1965, en presencia del cuñado de Myra, David Smith, Ian acaba con la vida de este joven dándole un hachazo en la cabeza.

David Smith fue quien, después de ayudar a Ian a cargar el cadáver de Edward Evans, dio una buena excusa y se marchó del lugar, prometiéndoles volver. Pero lo que Ian y Myra no sabían era que Smith contactó con la policía y los delató, convirtiéndoles en dos de los personajes más odiados de todo el Reino Unido.
A pesar de que se sepa solo de cinco víctimas, se presume que los niños que desaparecieron por los pantanos fueron varias decenas.

## Arresto y condena
Ian Brady y Myra Hindley fueron arrestados y acusados de asesinato tras la declaración de David Smith. Dos meses antes de este hecho, en el Reino Unido se había suprimido la pena de muerte, y la cadena perpetua se convirtió en la máxima pena. El 6 de mayo de 1966 ambos fueron condenados a la perpetua.
La evidencia de sus crímenes fueron aquellas nueve fotografías de Lesley Ann Downey desnuda y la grabación. El nombre de John Kilbride escrito en un cuaderno y una foto de Myra en la tumba de este fueron también pruebas decisivas. 
Ian admitió ser el causante del hachazo de Edward Evans, pero declaró que Myra no tuvo nada que ver en él. Hasta noviembre de 1986, 20 años más tarde, Ian no admitió ser el culpable de las muertes de Pauline Reade y Keith Bennet. 
Ann West, la madre de la fallecida Lesley Ann Downey, se vio obligada a ver las nueve fotografías de su hija desnuda, atada y violada, además de escuchar su voz en la famosa grabación para poder inculpar a Ian y Myra. Su dolor aumentó cuando Ian declaró que no se arrepentía de nada de lo que había hecho. El cantante Morrissey, como muchísimas personas, se solidarizaron con la familia de la fallecida y en contra de Ian y Myra. 
Ann West murió en 1999, se dice que por culpa de la depresión en la que se sumió después de morir su hija de 10 años; pero que murió en paz, sabiendo que los dos asesinos nunca saldrían de prisión. Dos años antes, en 1997, el Secretario General de Justicia del momento sentenció que esta pareja de asesinos nunca saldrían liberados de prisión.

## Últimos años
En 1985, tras 19 años en prisión, fue declarado mentalmente insano y enviado, por tanto, al hospital psiquiátrico de Broadmoor, donde se encontraba  ingresado en el hospital de Ashworth (Liverpool, Merseyside, Inglaterra) hasta que falleció el 15 de mayo de 2017.
Su mentalidad puede ser considerada egomaníaca con signos de narcicismo por definición, esta característica es crítica en su personalidad sobre todo si en el transcurso de su infancia se mostrara como una persona solitaria e incomprendida. La egomanía se puede manifestar con tremendos ataques de ira o impulsos sexuales incontrolables, Brady presentaba un desorden de personalidad.
Intentó suicidarse en varias ocasiones, pero siempre se lo impidieron. Una vez inició incluso una huelga de hambre, aunque un juez ordenó mantenerlo vivo con una sonda gástrica.